# Anastrepha apicata
Anastrepha apicata är en tvåvingeart som beskrevs av Allen L.Norrbom och Korytkowski 2003. Anastrepha apicata ingår i släktet Anastrepha och familjen borrflugor. Inga underarter finns listade i Catalogue of Life.